# Ben Gedeon
Ben Gedeon (Hudson, 16 ottobre 1994) è un giocatore di football americano statunitense che milita nel ruolo di middle linebacker per i Minnesota Vikings della National Football League (NFL). Scelto nel corso del quarto giro (120º assoluto) del Draft NFL 2017 dai Vikings, in precedenza aveva giocato a football per i Wolverines dell'Università del Michigan.

## Biografia

### Minnesota Vikings
Dopo aver frequentato per 4 anni l'università del Michigan, Gedeon venne selezionato il 29 aprile 2017 dai Minnesota Vikings come 120º assoluto, nell'ambito del quarto giro del Draft NFL 2017, e firmò il suo primo contratto da professionista, un quadriennale da 3,03 milioni di dollari, il 26 maggio 2017.